# Richard Neal
Richard Edmund Neal (Springfield, 1949. február 14. –) amerikai politikus, 1989 óta Massachusetts 1. kongresszusi körzetének egyesült államokbeli képviselője. Agawam, Chicopee és Westfield, és sokkal vidékibb, mint az állam többi része. A Demokrata Párt tagja, Neal 2013 óta Massachusetts küldöttségének dékánja az Egyesült Államok Képviselőházában, valamint a New England House delegációinak dékánja.